# Vroegchristelijke kunst

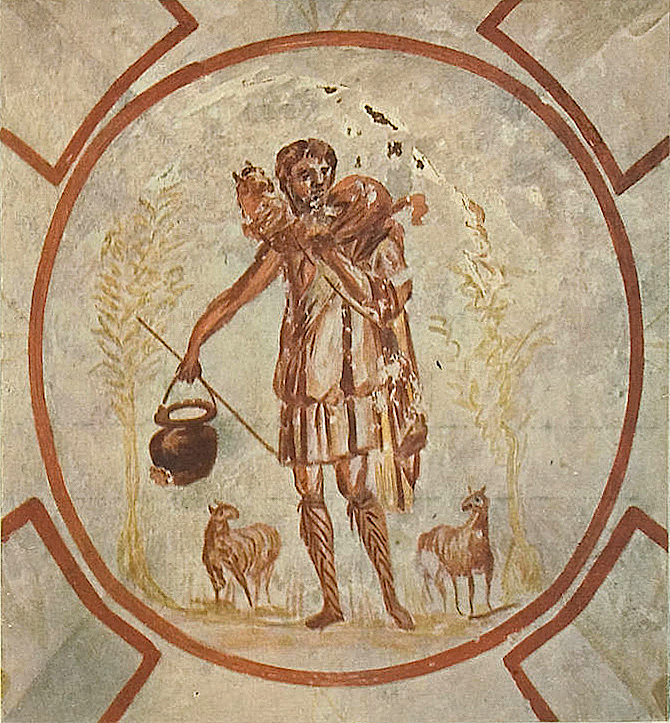
De Goede Herder, fresco 3de eeuw

Vroegchristelijke kunst of Paleochristelijke kunst is de kunst die door christenen werd gemaakt of onder christelijke patronage, van de beginperiode van het christendom tot 525. In de praktijk betekent dit vanaf de 2e eeuw. Na 550 wordt de christelijke kunst geclassificeerd als Byzantijnse kunst. De vroegchristelijke kunst was voornamelijk beïnvloed door de Romeinse kunst. 
Het leven en de kunst van de vroege christenen wordt vooral weergegeven in een rijke en afwisselende hoeveelheid archeologische vondsten uit het hele Romeinse Rijk: beelden, tombes, fresco's, gebruiksvoorwerpen, sieraden, munten, speelgoed en kleine persoonlijke eigendommen die zijn aangetroffen in de catacomben, die normaal gesproken dienden als grafkelders, maar waar tijdens de vervolgingen de ondergedoken christenen wel samenkwamen.
Een voorbeeld van de vroegchristelijke schilderkunst zijn de fresco's in grafkelders. De christenen wilden in die tijd niet begraven worden met heidenen en zorgden ervoor dat hun grafkelders of catacomben versierd waren met christelijke taferelen. Zij geloofden in de redding in het hiernamaals en dit geloof werd de essentie van de vroegchristelijke grafkunst. Christus werd op fresco’s vaak afgebeeld als de Goede Herder. Ook op details van sarcofagen keert dit thema vaak weer.

## Christelijke symboliek
De christelijke symboliek is het geheel van symbolen (zinnebeelden) die binnen het christendom worden gebruikt. Het zijn objecten of handelingen met een innerlijke betekenis die geuit worden in christelijke ideeën. Een groot deel van de symbolen hebben hun oorsprong in de Bijbel.

## Vroegchristelijke mozaïekkunst
De vroegchristelijke mozaïekkunst is voortgevloeid uit de Romeinse mozaïekkunst. Hoewel de eerste tekenen van vroegchristelijke mozaïeken ruim voor de Romeinse keizer Constantijn zichtbaar werden, wordt algemeen aangenomen dat de transformatie van de Romeinse naar christelijke verbeeldingen gedurende Constantijns regime plaatsvond als gevolg van zijn pleidooi voor tolerantie jegens het christendom
Een van de vroegste christelijke muurmozaïeken zijn te vinden in de kerk van Santa Costanza, te Rome, die rond 320-330 is gebouwd als mausoleum voor Constantijns dochter. De symboliek is er bijna geheel paganistisch, maar elementen van het oude en nieuwe testament zijn erin verweven.

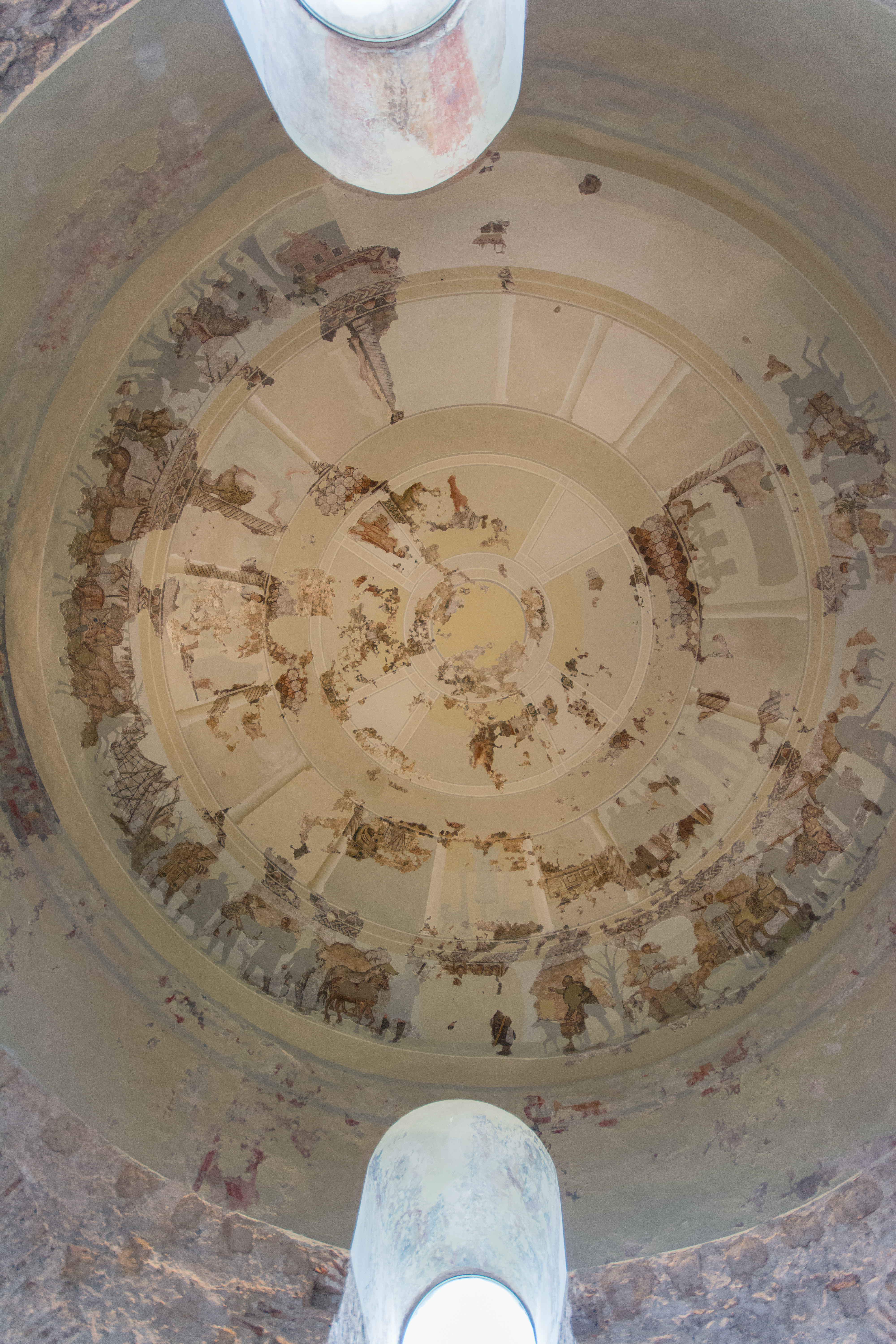
De versierde koepel van de Romeinse villa van Centcelles

De vloermozaïeken van het Basiliek van Aquileia tonen hoe deze kerk omging met het veranderende klimaat onder het regime van Constantijns pleidooi van tolerantie jegens het christelijk geloof. Zichtbaar is hoe in de vloermozaïeken de symboliek geleidelijk van laat-antieke (paganistische) tradities overgaat naar religieuze afbeeldingen: in de vroegste groep mozaïeken van Aquileia (ca. 300) symboliseren voorwerpen en dieren de Goede Herder, terwijl de latere groep (vanaf ca. 350) taferelen uit het verhaal van Jonas bevat, alsook symbolische dieren zoals het hert en het lam, en een voorstelling van het brood en de wijn.
Het recentste van de bewaard gebleven mozaïeken uit deze overgangsperiode is de versierde koepel van een Romeinse villa in Centcelles, Spanje. De restanten tonen dat de christenen langzaamaan de techniek in de vingers krijgen en dat het christendom tot wasdom aan het komen was. Meer en beter bewaard gebleven mozaïeken dateren van  de vijfde eeuw, en zijn wederom vooral te vinden in Italiaanse steden. Gedurende deze eeuw worden de mozaïeken feller gekleurd en wordt er niet meer tot keramiek beperkt maar wordt onder meer glas aan het repertoire toegevoegd. Hoogtepunten van mozaïekwerken uit deze tijd zijn de Basiliek van Santa Maria Maggiore, te Rome; het Baptisterium van de orthodoxen, te Ravenna; het Mausoleum van Galla Placidia in Ravenna, en het Baptisterium van Sint-Johannes in Fonte.

## Vroegchristelijke bouwkunst
De eerste bouwwerken van de vroegchristelijke bouwkunst dateren uit de 1e eeuw, al zijn dat nog geen typisch christelijke bouwwerken. De ontwikkeling van een eigen bouwstijl begon na de publicatie van het Edict van Milaan in 313, waarin de Romeinse keizer Constantijn de Grote het christendom legaliseert in het Romeinse Rijk. Wanneer de periode van de vroegchristelijke bouwkunst eindigt, is arbitrair, maar meestal wordt deze gelegd samen met het einde van de late oudheid.

## Vroegchristelijke schilderkunst
Rijkere christelijke families hadden eigen grafkamers met rijkelijk versierde wanden. Zij hadden ook grotere graven, in de vorm van een boog. Een dergelijk booggraf werd een arcosolium genoemd. Grafkamers en arcosolia werden versierd met muurschilderingen, waarin zowel hellenistische als vroegchristelijke motieven te vinden zijn. Vaak terugkerend zijn taferelen als een herder met zijn schapen, zowel refererend aan het verhaal van de Goede Herder als aan een pastoraal thema, dat ook in de Romeinse kunst te vinden is. Ook Bijbelse thema's zijn er te vinden, zoals de drie jongelingen in de vuuroven, Daniel in de leeuwenkuil, Jona en het zeemonster of de arme Job op de mestvaalt. Ook vindt men symbolen terug als het anker (de hoop), het kruis (het geloof) of de duif (de vrede). De vis verwijst naar het Griekse ichthus, symbool voor Jezus Christus. Ook vindt men er fresco's van de Maagd Maria met haar Kind.

## Vroegchristelijke beeldhouwkunst

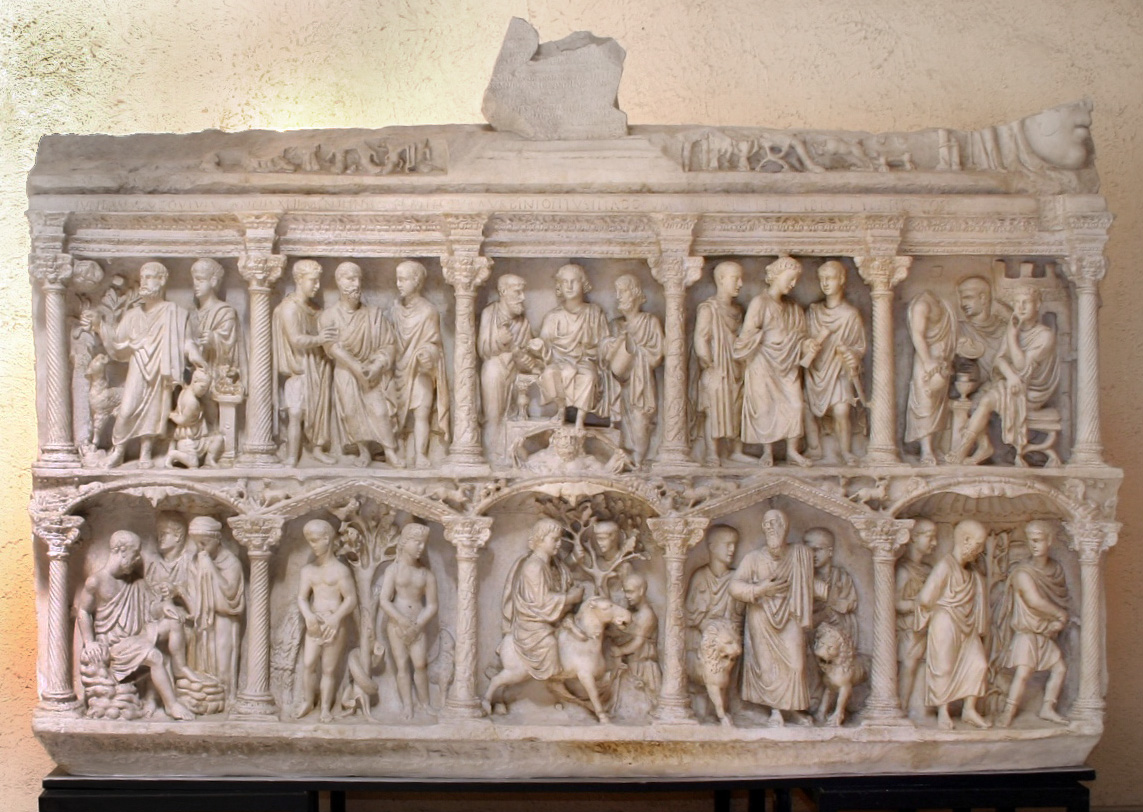
Sarcofaag van Junius Bassus (359) zou de oudst nog bestaande sarcofaag zijn met een Bijbels verhaal

Vroegchristelijke beeldhouwkunst vindt men terug op grafstenen, wijwatervaten en sarcofagen

## Vroegchristelijke literatuur
Naast het Nieuwe Testament en de Apocriefen zijn er de geschriften van de Apostolische vaders en eerste Kerkvaders.